# Wojciech Bogusławski

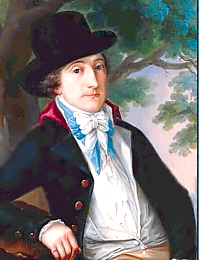
Wojciech Bogusławski.

Wojciech Romuald Bogusławski (tysk namnform: Adalbert Boguslawski), född den 9 april 1757 i Glinno vid Posen, död den 23 juli 1829 i Warszawa, var en polsk skådespelare och scenisk författare.
Bogusławski förde ett kringflackande liv som aktör, regissör och dramaturg och gick helt upp i teaterkonsten, för vars utveckling i Polen han vid 1700-talets slut betytt mycket. Bogusławski anpassade för polsk scen inte bara franska teaterstycken utan även dramer av Gotthold Ephraim Lessing och William Shakespeare. Det mest kända av Bogusławskis egna arbeten är den även i senare tid populära komedin Undret eller krakowiaker och góraler (1794).
Han har kallats den polska teaterns fader.